# Agenzia di cooperazione internazionale del Giappone
L'Agenzia di cooperazione internazionale del Giappone (独立行政法人国際協力機構?, Dokuritsu Gyōseihōjin Kokusai Kyōryoku Kikō, in inglese: Japan International Cooperation Agency - JICA) è un'agenzia governativa giapponese indipendente che coordina l'aiuto pubblico allo sviluppo.
Il compito dell'agenzia è di aiutare allo sviluppo economico e sociale i paesi in via di sviluppo e di promuovere la cooperazione internazionale.
L'attuale organizzazione è stata creata il 1º ottobre 2003 in conformità con il progetto definito dalla Legge sull'agenzia di cooperazione governativa indipendente (2002). È il successore dell'Agenzia internazionale di cooperazione giapponese (conosciuta con lo stesso acronimo di JICA); quest'ultima è stata fondata nel 1974 come organismo semi-governativo sotto l'autorità del Ministero degli affari esteri.
Dal 2015, è presieduta da Shin'ichi Kitaoka. Ex presidente dell'organizzazione è Sadako Ogata, la quale è stata Alto commissario delle Nazioni Unite per i rifugiati.